# تپه آب باریک
تپه آب باریک مربوط به دوره ساسانیان - دوران‌های تاریخی پس از اسلام است و در شهرستان صحنه، بخش مرکزی، روستای آبباریک واقع شده و این اثر در تاریخ ۱۱ مرداد ۱۳۸۴ با شمارهٔ ثبت ۱۲۴۶۱ به‌عنوان یکی از آثار ملی ایران به ثبت رسیده است.